# مناره کومز
بنای مناره کومز مربوط به سده‌های متاخر دوران‌های تاریخی پس از اسلام است و در شهرستان ماهنشان، بخش انگوران، دهستان انگوران، ۵۰۰ متری شمال غرب روستای کوسج سفلی واقع شده و این اثر در تاریخ ۲۶ اسفند ۱۳۸۷ با شمارهٔ ثبت ۲۵۹۶۱ به‌عنوان یکی از آثار ملی ایران به ثبت رسیده است.